# Alphonse Van Beurden (peintre)
Pour les articles homonymes, voir Alphonse Van Beurden.
Alphonse Van Beurden, né à Anvers le 28 septembre 1878 et mort dans la même ville le 2 janvier 1961, est un peintre, aquarelliste et pastelliste belge.
Son champ pictural couvre essentiellement les paysages, parfois étoffées d'animaux, les marines, les natures mortes, les fleurs et les nus. Ses œuvres sont notamment conservées au Musée royal des Beaux-Arts d'Anvers.

## Biographie

### Famille
Alphonse (Gerardus Alphonsus) Van Beurden, né rue Leguit no 19 à Anvers le 28 septembre 1878, est le fils du sculpteur Alphonse Van Beurden (1854-1938) et de Susanna Delvaen (1851). Il épouse à Anvers le 10 juin 1905 Maria Sylvia Kerckx (1879-1943). Leur fille Hilda (1906) épouse le peintre Julien Creytens (1897-1972).

### Formation
Alphonse Van Beurden, après ses études secondaires à l'athénée royal d'Anvers, est étudiant à l'Académie royale des beaux-arts d'Anvers et parfait sa formation en voyageant en Hollande en 1905.

### Carrière
Alphonse Van Beurden expose pour la première fois au Salon de Bruxelles de 1900, puis, l'année suivante, au salon du cercle artistique Als ik Kan, dont il est membre à l'instar de son père. Le jeune artiste possède son atelier, voisin de celui de son père. Il est ensuite régulièrement présent aux salons triennaux belges à Bruxelles, Anvers, Gand et Liège. Il devient, en 1908, professeur de dessin à l'athénée royal d'Anvers, puis, en 1919, professeur de dessin à l'Académie d'Anvers.
Le 1er janvier 1961, Alphonse Van Beurden meurt à l'âge de 82 ans à Anvers.

## Œuvre

### Caractéristiques
Son champ pictural couvre essentiellement les paysages, parfois étoffés d'animaux, les marines, les natures mortes, les fleurs et les nus.
Un voyage d'études de deux mois à Veere, en été 1905, permet à l'artiste de réaliser des vues pittoresques de la ville et des tableaux comme Coin de village ensoleillé, Trois petites Zélandaises, des marines brossées hardiment qui témoignent d'un grand progrès.

### Réception critique
En 1927, dans son article consacré à l'exposition conjointe des œuvres d'Alphonse Van Beurden et de son père, à la galerie Breckpot rue des Tanneurs à Bruxelles, René Sancy, critique du quotidien Le Matin, écrit : 

« L'envoi de M. Alphonse Van Beurden, le peintre, apporte une révélation. Il marque non seulement le témoignage d'une nouvelle évolution du jeune maître, mais il donne la sensation de plénitude et de force tranquille d'un véritable aboutissement […]. Ce qui caractérise son travail le plus récent est un soudain enrichissement du coloris. Sa couleur rayonne maintenant, toute chargée de lumière intérieure et elle est chaude et soyeuse. Jamais l'artiste n'avait été plus près de ce qui constitue l'essentiel de la tradition de nos maîtres […]. Poétique et noblement sentimentale, l'œuvre de cet artiste le sera toujours au premier chef. »

### Salons triennaux
- Salon de Bruxelles de 1900 : Derniers rayons et Au crépuscule[4].
- Salon de Gand de 1902.
- Salon de Liège de 1902 : Crépuscule d'automne.
- Salon de Bruxelles de 1903 : Le Symbole de la Campine et Vous gagnerez votre pain quotidien à la sueur de votre front[8].
- Salon d'Anvers de 1904 : des paysages.
- Salon de Bruxelles de 1907 : Donnez-nous le pain quotidien, À la tombée du soir et Le Laboureur au cheval blanc[9].
- Salon d'Anvers de 1911 : Au ruisseau.
- Salon de Gand de 1913 : Vieux quai.
- Salon de Bruxelles de 1914 : Coucher de soleil et Matinée d'été[10].
- Salon d'Anvers de 1920 : Baigneuses[11].

### Collection muséale
- Musée royal des Beaux-Arts d'Anvers[11] : 
  - Glaïeuls et dahlias (s.d.), huile sur toile, format 98 × 83 cm, inventaire no 2590 ;
  - Baigneuses (vers 1920), huile sur toile, format 99,5 × 129,5 cm, inventaire no 1794, acquis par la ville d'Anvers en 1920.

## Honneur
- Chevalier de l'ordre de la Couronne (19 novembre 1921)[12].